# V349 Большой Медведицы
V349 Большой Медведицы (лат. V349 Ursae Majoris) — одиночная переменная звезда в созвездии Большой Медведицы на расстоянии (вычисленном из значения параллакса) приблизительно 33012 световых лет (около 10121 парсека) от Солнца. Видимая звёздная величина звезды — от +14,6m до +13,7m.

## Характеристики
V349 Большой Медведицы — пульсирующая переменная звезда типа RR Лиры (RRAB).